# Antos
Antos (en grec antic Ἄνθος "flor") era fill d'Autònous i d'Hipodàmia. Els seus germans eren Erodi, Esqueneu i Acant, i la seva germana, Acàntida, a la que els déus van donar una bellesa excepcional.
El seu pare, Autònous, tenia un gran nombre de ramats de cavalls, que treien a pasturar Hipodàmia i els seus fills. Però Autònous no cuidava els seus sembrats ni els arbres fruiters, i la terra només li donava joncs i calcides. Per això posà als seus fills noms de plantes espinoses. Erodi, el més gran dels fills, estimava molt els ramats del seu pare i els portava a pasturar a la praderia. Però Antos, el seu germà, una vegada va portar els cavalls lluny dels prats, i aquests, privats d'aliment, es van desbocar i van atacar Antos, començant-lo a devorar. El noi implorava als déus amb grans crits, demanant que el salvessin. El pare no aconseguia treure els cavalls de damunt del seu fill, trastornat pel dolor, ni el serven del noi tampoc. La mare, en canvi, va lluitar aferrissadament amb els cavalls, però les seves poques forces no van poder impedir un desenllaç funest. Tota la família va plorar Antos. Zeus i Apol·lo, compadits, els van transformar en ocells, i van rebre els mateixos noms que tenien abans. Antos va ser transformat en un ocell anomenat Anthus, que amb el seu cant imita el renill dels cavalls, però sempre fuig davant d'ells. El seu servent es va transformar en agró, un ocell que no comparteix l'hàbitat dels cavalls.